# Khalid Muftah
Khalid Muftah (Al Wakrah, 1992. július 2. –) katari válogatott labdarúgó, a Lekhwiya hátvédje. Testvére, Yousef Muftah, szintén labdarúgó.

## Pályafutása

### A válogatottban
2010-ben mutatkozott be a katari válogatottban. 2019-ig 37 nemzetközi találkozón lépett pályára hazája csapatában, és egy gólt szerzett.